# Arasia
Arasia is een geslacht van spinnen uit de familie springspinnen (Salticidae).

## Soorten
De volgende soorten zijn bij het geslacht ingedeeld:
- Arasia eucalypti Gardzinska, 1996
- Arasia mollicoma (L. Koch, 1880)
- Arasia mullion Żabka, 2002